# Tarja Halonen

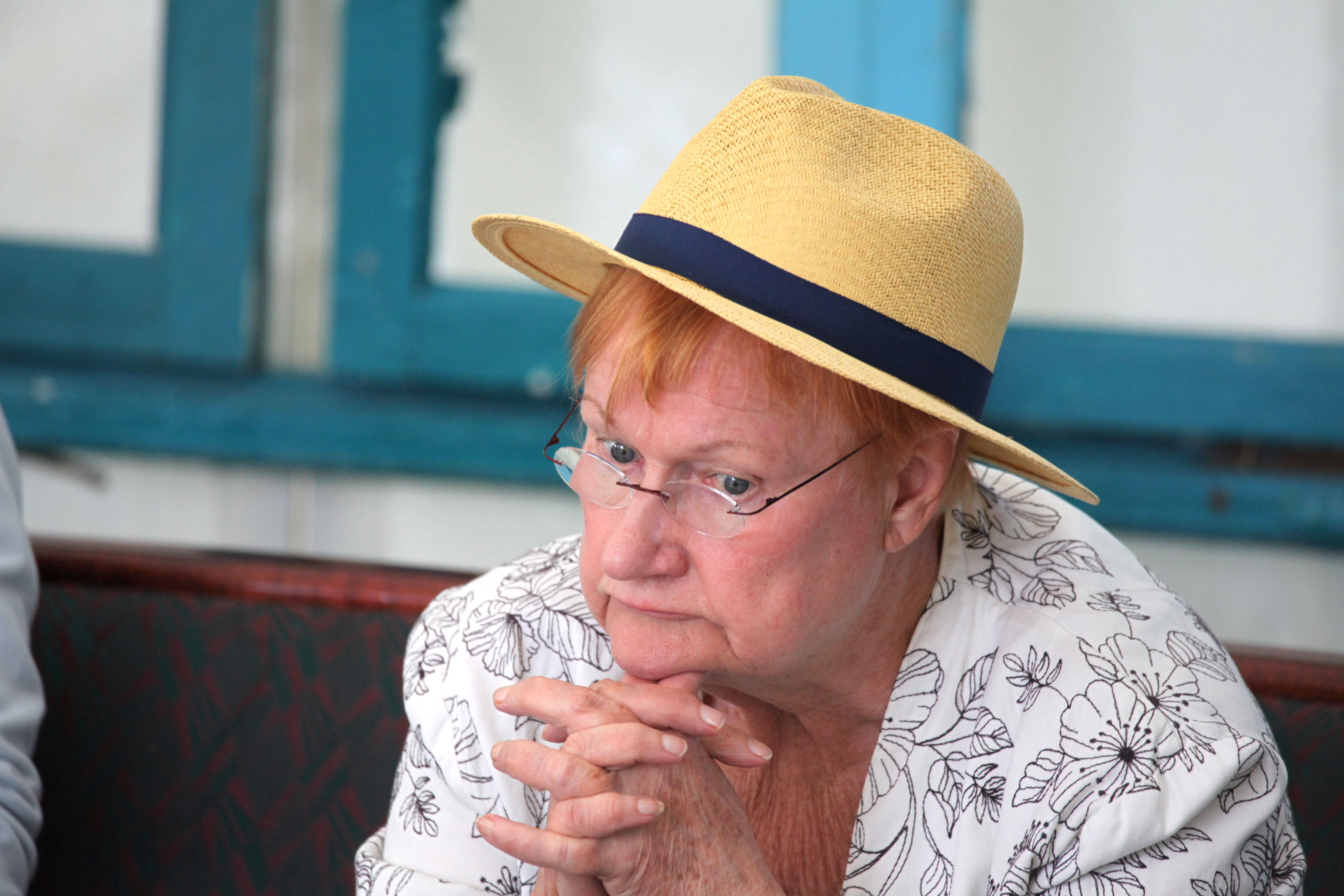
Tarja Halonen (2021)

Tarja Kaarina Halonen (Helsinki, 24 de diciembre de 1943) es una abogada y política finlandesa. Fue presidenta de Finlandia entre 2000 y 2012, siendo la primera mujer en ese cargo.
Halonen es una abogada sindicalista. Se graduó de la Universidad de Helsinki en 1968 y tiene una Maestría en Leyes. Se casó después de ser elegida presidente, con el Dr. Pentti Arajärvi, con el cual convivía desde hacía tiempo.

## Biografía
Tarja Kaarina Halonen nació el 24 de diciembre de 1943 en un barrio de tradición obrera conocido como Kallio, en la ciudad finlandesa de Helsinki, hija de Vieno Olavi Halonen y Lyyli Elina Loimola. Se graduó en Derecho en la Universidad de Helsinki en 1968, obteniendo el doctorado en leyes. Fue la secretaria primera de Asuntos Sociales y la secretaria general de la Unión Nacional de Estudiantes (SYL) de 1969 hasta 1970, posteriormente obteniendo un puesto como abogada en la Organización Central de Sindicatos Finlandeses (SAK) de 1970 hasta 1974. En 1971 se afilió al Partido Socialdemócrata de Finlandia.
En 1974, el Primer ministro de Finlandia Kalevi Sorsa la eligió como secretaria parlamentaria. A partir de entonces, empezó a obtener conocimientos del mundo de la política finlandesa, iniciando así su carrera política. Desde 1975 hasta 1996, fue miembro del Consejo Municipal de Helsinki. En 1979 fue escogida diputada en el Parlamento. Su primera puesta en escena como diputada parlamentaria fue la de presidir el Comité Social desde 1984 hasta 1987.
En 1987, Halonen pasó a ocupar el máximo cargo del Ministerio de Sanidad y Asuntos Sociales dentro del gobierno encabezado por Harri Holkeri, hasta 1990. Por otra parte, Halonen también ocupó la cartera del Ministerio de Cooperación Nórdica de Finlandia desde 1989 hasta 1991, año en que fue escogida presidenta de la Fundación por la Solidaridad Internacional, cargo que abandonó en 2000. De 1990 a 1991 actuó como Ministra de Justicia en el gobierno de Harri Holkeri. De 1995 hasta su elección como Presidenta de Finlandia, ejerció el cargo de Ministra de Asuntos Exteriores en el gobierno de Paavo Lipponen. Halonen fue elegida presidenta de Finlandia en las elecciones presidenciales de 2000, derrotando al ex primer ministro Esko Aho. Fue reelegida en las elecciones de 2006.

## Puntos destacados de su carrera política
- Miembro del Partido Socialdemócrata de Finlandia. 1971-2000
- Secretaria parlamentaria del primer ministro 1974-1975
- Miembro del Consejo de la Ciudad de Helsinki 1977-1996
- Diputada en el parlamento 1979-2000
- Ministra de Asuntos Sociales y Salud 1987-1990
- Ministra de Cooperación Nórdica 1989-1991
- Ministra de Justicia 1990-1991
- Ministra de Asuntos Exteriores 1995-2000

## Distinciones Honoríficas

Escudo de Armas como Dama Gran Cruz de la Orden de Isabel la Católica

- Dama Gran Cruz de la Orden de Isabel la Católica (1999)
- Collar de la Orden al Mérito de Chile (2002)